# Маликово (Нижегородская область)
Маликово — село в Дальнеконстантиновском районе Нижегородской области России. Входит в состав Тепелевского сельсовета.

## География
Село находится в центральной части Нижегородской области, в зоне хвойно-широколиственных лесов, на правом берегу реки Шемлей, к востоку от автодороги 22К-0037, на расстоянии приблизительно 6 километров (по прямой) к северо-востоку от рабочего посёлка Дальнее Константиново, административного центра района.
Климат
Климат характеризуется как умеренно континентальный, с коротким умеренно тёплым летом и холодной продолжительной зимой. Среднегодовая температура — 3,6 °C. Средняя температура воздуха самого тёплого месяца (июля) — 19 °C (абсолютный максимум — 37 °C); самого холодного (января) — −12 °C (абсолютный минимум — −42 °C). Продолжительность безморозного периода составляет 142 дня. Среднегодовое количество атмосферных осадков составляет 550—600 мм, из которых две трети выпадает в тёплый период. Устойчивый снежный покров устанавливается в третьей декаде ноября и держится около 140—145 дней.
Часовой пояс
Село Маликово, как и вся Нижегородская область, находится в часовой зоне МСК (московское время). Смещение применяемого времени относительно UTC составляет +3:00.

## Население
| 2002 | 2010 |
| ---- | ---- |
| 129  | ↘95  |

Национальный состав
Согласно результатам переписи 2002 года, в национальной структуре населения русские составляли 83 %.